# 測度保存力学系
数学における測度保存力学系（そくどほぞんりきがくけい、英: measure-preserving dynamical system）は、力学系の抽象的形成や、特にエルゴード理論に現れる一研究対象である。

## 定義
測度保存力学系は、確率空間とその上の測度保存変換として定義される。より正確に言うと、それは系
{\displaystyle (X,{\mathcal {B}},\mu ,T)}
で、次の構造を備えるものである：
- {\displaystyle X} は集合；
- {\displaystyle {\mathcal {B}}} は {\displaystyle X} 上の σ-集合代数；
- {\displaystyle \mu :{\mathcal {B}}\rightarrow [0,1]} は確率測度。したがって μ(X) = 1 および μ(∅) = 0 が成立する；
- {\displaystyle T:X\rightarrow X} は測度 {\displaystyle \mu } を保存する可測な変換。すなわち、{\displaystyle \forall A\in {\mathcal {B}}\;\;\mu (T^{-1}(A))=\mu (A)} が成立する。

この定義は、T が系のダイナミクスを与えるために反復されるような単一の変換ではなく、s ∈ Z（あるいは R、N ∪ {0}、[0, +∞) など）によってパラメータ化された変換 Ts : X → X のモノイド（あるいは群）であるような場合に対しても一般化できる。そのような場合、各 Ts は上述の T と同様の性質を満たすものであり、特に次の法則が従う：
- {\displaystyle T_{0}=id_{X}:X\rightarrow X}。すなわち X 上の恒等函数；
- {\displaystyle T_{s}\circ T_{t}=T_{t+s}}。但し各項は well-defined であるとする；
- {\displaystyle T_{s}^{-1}=T_{-s}}。但し各項は well-defined であるとする。

この議論に当てはまる簡単なケースとして、s ∈ N に対する Ts = Ts が考えられる。
ある写像やマルコフ過程の不変測度の存在は、クリロフ＝ボゴリューボフの定理によって証明できる。

## 例
例には次のものが含まれる：

写像 T :, を保存するルベーグ測度の例。

- μ が単位円上の正規化された角度を確率測度 dθ/2π とし、T が回転の場合。同程度分布定理（英語版）を参照；
- ベルヌーイスキーム（英語版）；
- 区間交換変換（英語版）；
- 適切な測度の定義の下での有限タイプのサブシフト（英語版）；
- ランダム力学系（英語版）の基底フロー（英語版）。

## 準同型
準同型と同型の概念を定義することが出来る。
二つの力学系 {\displaystyle (X,{\mathcal {A}},\mu ,T)} と {\displaystyle (Y,{\mathcal {B}},\nu ,S)} を考える。このとき、写像
{\displaystyle \varphi :X\to Y}
は、次の三つの性質を満たすなら力学系の準同型（homomorphism of dynamical systems）と呼ばれる：
1. 写像 φ は可測である；
2. 各 {\displaystyle B\in {\mathcal {B}}} に対して、{\displaystyle \mu (\varphi ^{-1}B)=\nu (B)} が成り立つ；
3. μ についてほとんど全ての x ∈ X に対し、φ(Tx) = S(φ x) が成り立つ。

このとき系 {\displaystyle (Y,{\mathcal {B}},\nu ,S)} は {\displaystyle (X,{\mathcal {A}},\mu ,T)} の因子（factor）と呼ばれる。
さらに、準同型であるまた別の写像
{\displaystyle \psi :Y\to X}
で次の性質を満たすものが存在するなら、写像 φ は力学系の同型（isomorphism of dynamical systems）である：
1. μ についてほとんど全ての x ∈ X に対し、{\displaystyle x=\psi (\varphi x)} が成立する；
2. ν についてほとんど全ての y ∈ Y に対し、{\displaystyle y=\varphi (\psi y)} が成立する。

したがって、力学系とそれらの準同型の圏を構成することが出来る。

## 生成点
ある点 x ∈ X は、その点の軌道が測度に従って一様に分布されるとき、生成点（generic point）と呼ばれる。

## 記号名と生成素
力学系 {\displaystyle (X,{\mathcal {B}},T,\mu )} を考え、X の可測な k 個の互いに素な分割を Q = {Q1, ..., Qk} とする。ある点 x ∈ X が与えられたとき、それは明らかにある Qi にのみ属することになる。同様に、反復された点 Tnx もそのような分割のどれか一つにのみ属することになる。そのような分割 Q に関する x の記号名（symbolic name）は、次を満たす自然数の列 {an} のことを言う：
{\displaystyle T^{n}x\in Q_{a_{n}}.\,}
ある分割に関する記号名の集合は、その力学系の記号力学と呼ばれる。分割 Q は、μ についてほとんど全ての点 x が一意な記号名を持つとき、生成素（generator）あるいは生成分割（generating partition）と呼ばれる。

## 演算と分割
分割 Q = {Q1, ..., Qk} と力学系 {\displaystyle (X,{\mathcal {B}},T,\mu )} が与えられたとき、Q の T-引き戻し（pullback）は次で定義される：
{\displaystyle T^{-1}Q=\{T^{-1}Q_{1},\ldots ,T^{-1}Q_{k}\}.\,}
さらに、二つの分割 Q = {Q1, ..., Qk} と R = {R1, ..., Rm} が与えられたとき、それらの細分（refinement）は次で定義される：
{\displaystyle Q\vee R=\{Q_{i}\cap R_{j}\mid i=1,\ldots ,k,\ j=1,\ldots ,m,\ \mu (Q_{i}\cap R_{j})>0\}.\,}
これらを元に、反復引き戻しの細分（refinement of an iterated pullback）を次で定義することが出来る：
{\displaystyle \bigvee _{n=0}^{N}T^{-n}Q=\left\{Q_{i_{0}}\cap T^{-1}Q_{i_{1}}\cap \cdots \cap T^{-N}Q_{i_{N}}{\text{ where }}i_{\ell }=1,\ldots ,k,\ \ell =0,\ldots ,N,\ \mu \left(Q_{i_{0}}\cap T^{-1}Q_{i_{1}}\cap \cdots \cap T^{-N}Q_{i_{N}}\right)>0\right\}.}
これは力学系の測度論的エントロピーを構成する上で重要な役割を担う。

## 測度論的エントロピー
分割 Q のエントロピーは次で定義される：
{\displaystyle H(Q)=-\sum _{m=1}^{k}\mu (Q_{m})\log \mu (Q_{m}).}
すると、分割 Q = {Q1, ..., Qk} に関する力学系 {\displaystyle (X,{\mathcal {B}},T,\mu )} の測度論的エントロピーは、次で定義される：
{\displaystyle h_{\mu }(T,Q)=\lim _{N\rightarrow \infty }{\frac {1}{N}}H\left(\bigvee _{n=0}^{N}T^{-n}Q\right).\,}
最後に、力学系 {\displaystyle (X,{\mathcal {B}},T,\mu )} のコルモゴロフ＝シナイ（Kolmogorov-Sinai）あるいは計量（metric）あるいは測度論的エントロピー（measure-theoretic entropy）は、次で定義される：
{\displaystyle h_{\mu }(T)=\sup _{Q}h_{\mu }(T,Q).\,}
ここで上限はすべての有限個の可測な分割について取られる。1959年のヤコフ・シナイの定理では、上限は実際には生成素であるような分割について得られることが示された。したがって例えば、ほとんど全ての実数は一意な二進展開を持つため、ベルヌーイ過程のエントロピーは log 2 である。すなわち、単位区間を区間 [0, 1/2) と [1/2, 1] に区分することが出来る。すべての実数 x は 1/2 より小さいかそうでないかのいずれかであるので、2nx の小数部分についても同様のことが成り立つ。
空間 X がコンパクトで位相を備えるものであるか、計量空間であるなら、位相的エントロピーも同様に定義することが出来る。

## 例
- T. Schürmann and I. Hoffmann, The entropy of strange billiards inside n-simplexes. J. Phys. A28, page 5033ff, 1995. PDF-Dokument